# Musses party
Musses party (engelska: Mickey's Surprise Party) är en amerikansk animerad kortfilm med Musse Pigg från 1939.

## Handling
Mimmi Pigg bakar kakor för att överraska Musse Pigg. Hon ska nämligen baka samma sorts kakor som Musses mamma gjorde. Men när hon lämnar köket en kort stund råkar hennes hund Fifi välta ner ett paket popcorn i smeten, vilket gör att kakorna blir förstörda och Mimmi blir förtvivlad. Musse tröstar sin älskling genom att köpa samma sorts kakor som hans mamma köpte. Detta gör Mimmi överlycklig.

## Om filmen
Filmen är ursprungligen en reklamfilm för kaktillverkaren National Biscuit Company (numera känd som Nabisco), då flera märken syns i filmen som Oreo. Dessa märken kom att redigeras bort i diverse TV-sändningar och videoutgåvor.
Filmen är den 105:e Musse Pigg-kortfilmen som producerades och den andra som lanserades år 1939.
Filmen finns sedan 1999 dubbad till svenska.

## Rollista
| Roll       | Originalröst      | Svensk röst   |
| Musse Pigg | Walt Disney       | Anders Öjebo  |
| Mimmi Pigg | Marcellite Garner | Åsa Bjerkerot |
| Pluto      | Clarence Nash     | ingen röst    |
| Fifi       | June Foray        | ingen röst    |